# Ratolí marsupial de galtes vermelles
El ratolí marsupial de galtes vermelles (Sminthopsis virginiae) és un marsupial d'Australàsia. Deu el seu nom als pèls vermells característics de les galtes. Fa un total de 167-270 mm. La mida corporal mitjana és de 80-135 mm amb una cua de 87-135 mm. Les orelles fan 12-13 mm. El pes varia entre 18 i 75 grams. La cua és prima i d'un color rosa pàl·lid.